# San Lorenzo, Ostuacán
San Lorenzo är en ort i Mexiko.   Den ligger i kommunen Ostuacán och delstaten Chiapas, i den sydöstra delen av landet, 600 km öster om huvudstaden Mexico City. San Lorenzo ligger 109 meter över havet och antalet invånare är 156.
Terrängen runt San Lorenzo är kuperad österut, men västerut är den platt. Runt San Lorenzo är det ganska glesbefolkat, med 25 invånare per kvadratkilometer. Närmaste större samhälle är Nuevo Juan del Grijalva, 5,1 km sydost om San Lorenzo. Trakten runt San Lorenzo består till största delen av jordbruksmark.